# Go Fish (Buffy the Vampire Slayer)
Go Fish llamado Como peces en el agua en Latinoamérica y Asunto escamoso en España, es el vigésimo episodio de la segunda temporada de Buffy the Vampire Slayer. En esta ocasión Buffy deberá enfrentarse a una especie de raras criaturas marinas que atacan al equipo de natación, los cuales a pesar de ser las víctimas parecen esconder algo más que un equipo de hombres y esteroides.

## Argumento
El equipo de natación de Sunnydale va a la playa a celebrar una victoria. Uno de sus miembros, Cameron (Jeremy Garret), se aproxima a la solitaria Cazadora (Sarah Michelle Gellar) para acompañarla. Otro miembro del equipo, Dodd (Jake Patellis), se mofa de Jonathan (Danny Strong) delante de todo el mundo y Buffy interviene. Dodd y Gage (Wentworth Miller) se van de la fiesta y caminan por la orilla. De repente, Dodd desaparece sin que nadie se dé cuenta. Gage siente un fuerte olor proveniente de algún lado y decide regresar a la fiesta. No escucha a Dodd agonizando, ni tampoco ve a una criatura alejarse de Dodd.
A la mañana siguiente, el director Snyder (Armin Shimerman) se detiene en la clase de Informática para hablar con Willow (Alyson Hannigan) acerca de uno de sus estudiantes, Gage. Parece que no obtiene buenas notas y le dice que tiene que aprobar el examen. El director recrimina al entrenador del equipo de natación, Marrin (Charles Cyphers), pues están tratando de ganar el título estatal de natación. Mientras tanto, Cameron lleva a Buffy en su coche y trata de propasarse, pero ella le golpea contra el volante en la nariz.
En la biblioteca, Buffy se entera de que Dodd fue comido por una criatura misteriosa que solo dejó su piel. Horas más tarde, Xander descansa un momento de su estudio y se cruza con Cameron de vuelta de la cafetería. Cameron nota un terrible olor cuando entra y grita horrorizado. Xander llega tarde: se encuentra la piel de Cameron junto a la criatura que lo mató. Más tarde, Xander explica a Giles y Cordelia que la criatura escapó antes de que la pudiera ver bien. 
Con la muerte de Cameron, Giles determina que los asesinatos están relacionados con el equipo de natación. Dodd y Cameron eran el primer y segundo mejor nadador del equipo, respectivamente. Como Gage es el tercero, quizás sea la siguiente víctima de la criatura. Buffy decide vigilar a Gage, mientras que Willow interroga a Jonathan, que no consiguió entrar en el equipo. Gage descubre que Buffy le está siguiendo y no cree las explicaciones que ella le da. Al salir del Bronze es atacado por Angelus (David Boreanaz), pero éste rechaza su sangre al morderlo, y Gage le pide a Buffy que le acompañe a su casa. Puede que los del equipo tomen esteroides y esa sustancia atraiga a la criatura.
En la piscina, Buffy, Willow y Cordelia (Charisma Carpenter) ven aparecer a Xander como nuevo miembro del equipo de natación, para poder así vigilar a Gage de cerca. Está en los vestuarios cuando se escuchan gritos. Buffy entra y ve a una de las criaturas. Intenta salvar a su protegido pero éste acaba convirtiéndose en una de ellas. El entrenador Marrin llega y aleja a Buffy del peligro. Las criaturas escapan. Buffy y Giles interrogan al entrenador, quien niega haberles dado sustancia alguna. Xander intentará averiguar qué les está suministrando el entrenador.
La enfermera Greenliegh (Conchata Ferrell) trata de convencer al entrenador para que detenga el experimento y éste la arroja a las alcantarillas, donde las criaturas la devoran. Xander descubre cómo les suministra el entrenador la sustancia cuando está con los miembros del equipo en el sauna: a través del vapor. Buffy habla con el entrenador, quien al parecer ha estado experimentando con el ADN de los peces en atletas olímpicos según unos antiguos experimentos de la URSS, lo cual provoca que los chicos muten convirtiéndose en esos monstruos. El entrenador amenaza a Buffy y la hace entrar a las alcantarillas.
En la piscina, Cordelia confunde a Xander con una de las criaturas pero él llega justo a tiempo para salvarla. Giles ha encerrado a los miembros del equipo en la biblioteca y Xander busca al entrenador Marrin. Luchan por el arma mientras Buffy es rodeada por las criaturas. Logran sacarla de las alcantarillas, pero el entrenador cae y es devorado por ellas, que luego huyen al océano, su verdadero hogar. Giles logra hallar un antídoto con el que curan a Xander y a los demás nadadores de las sustancias mutadoras; con excepción de cuatro que huyeron al mar.

## Reparto

### Personajes principales
- Sarah Michelle Gellar como Buffy Summers.
- Nicholas Brendon como Xander Harris.
- Alyson Hannigan como Willow Rosenberg.
- Charisma Carpenter como Cordelia Chase.
- David Boreanaz como Angelus.
- Anthony Stewart Head como Rupert Giles.

### Apariciones especiales
- Charles Cyphers como Entrenador Carl Martin.
- Jeremy Garrett como Cameron Walker.
- Wentworth Miller como Gage Petronzi.
- Conchata Ferrell como enfermera Greenleigh.
- Armin Shimerman como Principal R. Snyder

### Personajes secundarios
- Danny Strong como Jonathan Levinson.
- Jake Patellis como Dodd McAlvy.
- Shane West como Sean.

## Producción

### Guion
Marti Noxon dijo varias veces en entrevistas que el episodio fue escrito para mostrar cómo los atletas que usan esteroides dañan su cuerpo.[cita requerida]

### Música
- Naked - «Mann's Chinese»
- Nero's Rome - «If You'd Listen»
- Commodores - «Three Times a Lady»